# Curt Norin
Curt Olov Hilmer Norin, född 9 juni 1921 i Halmstad, Hallands län, död 12 oktober 1990 i Alunda, Östhammars kommun, Uppsala län, var en svensk skådespelare. Han var verksam vid bland annat Helsingborgs stadsteater och Malmö stadsteater.
Norin var under åren 1944–1951 gift med författaren Kjerstin Göransson-Ljungman. Curt Norin är begravd på Kvastekulla griftegård.

## Teater

### Roller
| År   | Roll          | Produktion                                                  | Regi             | Teater                   |
| ---- | ------------- | ----------------------------------------------------------- | ---------------- | ------------------------ |
| 1941 | Prins Amundus | Fågel blå Zacharias Topelius                                | Ingmar Bergman   | Sagoteatern              |
| 1943 | Vaktposten    | Om ett folk vill leva (Hvis et folk vil leve) Axel Kielland | Per-Axel Branner | Nya Teatern              |
| 1943 | Kappadocier   | Salome Oscar Wilde                                          | Per-Axel Branner | Nya Teatern              |
| 1944 | Harry         | Livet är ju härligt William Saroyan                         | Per Knutzon      | Helsingborgs stadsteater |
| 1945 |               | Hamlet William Shakespeare                                  | Sandro Malmquist | Malmö Stadsteater        |
| 1946 |               | Sankta Johanna George Bernard Shaw                          | Sandro Malmquist | Malmö Stadsteater        |

## Filmografi
| År   | Roll           | Produktion               | Noter |
| ---- | -------------- | ------------------------ | ----- |
| 1946 | Fridolf, dräng | Jag älskar dig, argbigga |       |